# Tabula Rasa (videojuego)
Tabula Rasa es un videojuego MMORPG desarrollado por Destination Games y publicado por NCsoft para PC en 2007, sus servidores cerraron en 2009 y desde entonces no se puede jugar. Es un videojuego de rol que incluye aspectos de un videojuego de disparos en las mecánicas de combate. Fue diseñado por Richard Garriott y salió oficialmente a la venta el 2 de noviembre de 2007, aunque los que pagaron para el acceso anticipado pudieron acceder a los servidores el 30 de octubre.
Originalmente el juego requería de una subscripción mensual para jugar, recibiendo actualizaciones prácticamente cada mes tras su lanzamiento. El 10 de enero de 2009 el juego pasó a ser free to play, y poco después cerró sus servidores, el 28 de febrero de 2009.

## Narrativa
En el contexto de ficción de Tabula Rasa, había una vez una raza alienígena avanzada conocida como los Eloh. Ellos compartían sus amplios conocimientos gratuitamente con otras razas menos avanzadas. Una de esas razas, los Thrax, usó los poderes aprendidos gracias a los Eloh para rebelarse en su contra, causando una guerra con grandes pérdidas. Los Eloh ganaron la guerra, pero esta produjo una división dentro de la raza, por una parte estaban los que querían seguir compartiendo el conocimiento como lo hacían antes y por otro lado estaban los denominados Neph, que querían controlar al resto de razas manteniéndose ellos como la raza superior.
Tras este conflicto interno, los Neph se separaron de los Eloh y buscaron otros aliados, entre ellos los Thrax previamente derrotados y otras especies, formando "The Bane", controlado por los Neph. Esta nueva alianza atacó fuertemente a los Eloh, haciendo que tuvieran que escaparse y dividirse en distintos mundos. Bane atacó también la tierra, eliminando así a la mayor parte de la humanidad. Los Eloh habían dejado atrás parte de su tecnología para poder crear agujeros de gusano a otros mundos. Usando esta tecnología, los humanos encontraron a otras especies en su misma situación, luchando contra el Bane para sobrevivir. Juntos formaron la Armada de los Aliados Libres Sensibles (AFS, Allied Free Sentients) para combatir contra el Bane.
Tabula Rasa giraba en torno a la última oportunidad de la humanidad para derrotar a un grupo de alienígenas denominado “The Bane”. La historia tiene lugar en un futuro cercano en dos planetas, Arieki y Foreas, los cuales estaban en un estado de conflicto constante entre el AFS (Allied Free Sentients) y The Bane. El término Tabula Rasa viene del latín, que significa pizarra en blanco, lo cual hace referencia a un nuevo comienzo. 

## Recepción
Durante los primeros meses de comercialización del juego recibieron unas ventas inferiores a las esperadas. Se esperaba que el videojuego, con un costo de alrededor de 70 millones de dólares, generara ingresos de diez millones de dólares según las previsiones de la compañía. En realidad, en los primeros seis meses, NCsoft recaudó 3,5 millones de dólares, un resultado muy por debajo de lo esperado, por lo que la empresa decidió reducir el tamaño del grupo de programadores de juegos para reducir los costos de gestión.
| Página  | Valoración |
| ------- | ---------- |
| 1UP     | C+         |
| EuroG   | 8/10       |
| GameRev | C+         |
| GSpot   | 7.5/10     |
| GSpy    | 4/5        |
| IGN     | 7.5/10     |
| XPlay   | 4/5        |

### Cierre de servidores
En una carta publicada por el equipo de desarrolladores el 21 de noviembre de 2008, anunciaron que el juego cerraría oficialmente sus servidores el 28 de febrero de 2009. En ese mismo aviso admitían no haber conseguido el número de jugadores que esperaban, al mismo tiempo, anunciaron que antes de terminar el servicio del juego, harían que los servidores del Tabula Rasa fueran gratuitos a partir del 10 de enero de 2009. Siguieron introduciendo actualizaciones durante ese tiempo hasta el cierre oficial. Pero antes de cerrar los servidores, el equipo de desarrollo decidió "jugar" con su comunidad. Los ataques de enemigos (contraldos por IA) contra las bases de los jugadores aumentaron de manera descomunal. El juego se transformó en una lucha desesperada por ver cuánto tiempo podían resistir, y algunos superaron las expectativas.
Las primeras bases cayeron rápidamente, pero muchos jugadores resistieron la embestida de la IA formando alianzas desesperadas. La situación fue tan intensa que el MMO empezó a sufrir lag debido a la enorme cantidad de enemigos, llegando a ser casi injugable. Para aliviar la carga, el equipo decidió trasladar a todos los jugadores a la Tierra como invasores alienígenas, con el objetivo de acabar con los últimos supervivientes.
A pesar de todo, la comunidad resistió con tenacidad y conquistó el terreno. Destination Games hizo todo lo posible para derrotar a su propia comunidad, pero no lo logró. El juego cerró en medio de celebraciones y vítores. 

## Requisitos
| REQUISITOS              | MÍNIMOS                                                                              | RECOMENDADOS                                                     |
| ----------------------- | ------------------------------------------------------------------------------------ | ---------------------------------------------------------------- |
| Sistema Operativo       | Microsoft® Windows® XP                                                               | Microsoft® Windows® Vista/XP                                     |
| Procesador              | 2.5GHz Intel® Pentium® 4 o procesador AMD™ equivalente                               | 3.5GHz Intel® Pentium® 4 o procesador AMD™ equivalente           |
| Memoria                 | 512MB RAM                                                                            | 2GB RAM                                                          |
| Unidad Óptica           | DVD-ROM                                                                              | DVD-ROM                                                          |
| HDD                     | 5GB disponibles de espacio HDD                                                       | 5GB disponibles de espacio HDD                                   |
| Gráfica                 | Tarjeta gráfica ATI™ Radeon® 9600 o NVIDIA® GeForce FX 5700 series con 128MB de VRAM | Tarjeta gráfica ATI™ Radeon® x1800 o NVIDIA® GeForce 7800 series |
| DirectX                 | DirectX 9.0c                                                                         | DirectX 9.0c                                                     |
| Audio                   | Tarjeta de sonido de 16-bit                                                          | Tarjeta de sonido de 16-bit                                      |
| Conexión a internet     | Conexión a internet de banda ancha                                                   | Conexión a internet de banda ancha                               |
| Dispositivos de entrada | Teclado y ratón                                                                      | Teclado y ratón                                                  |